# Asociación de baloncesto aficionado de Antigua y Barbuda
La ABABA (por sus siglas en inglés "Antigua & Barbuda Amateur Basketball Association") es el organismo que rige las competiciones de clubes y la Selección nacional de Antigua y Barbuda. Pertenece a la asociación continental FIBA Américas.

## Ranking FIBA
| Po. | País                          | País              | Puntos |
| --- | ----------------------------- | ----------------- | ------ |
| 83  | Bandera de Antigua y Barbuda. | Antigua y barbuda | 0.0    |

## Clubes de Primera División (Masculino)
- Baldwin Braves II
- Big Banana Express
- Cutie's Ovals Ojays
- Cutie's Ovals Superiors
- Cutie's Ovals Young Guns
- Fort Road Nuggets
- Halstead Ballers 1
- JSC United
- LA Chateau Reflexión 1
- Libra Braves I
- Miami Clippers
- Ralex Guns 1

## Clubes de Primera División (Femenino)
- De Upsetters
- Lady Express
- Lady Vipers
- Selkridge Eagles